# Tecmesse fille de Téleutas
Pour les articles homonymes, voir Tecmesse.

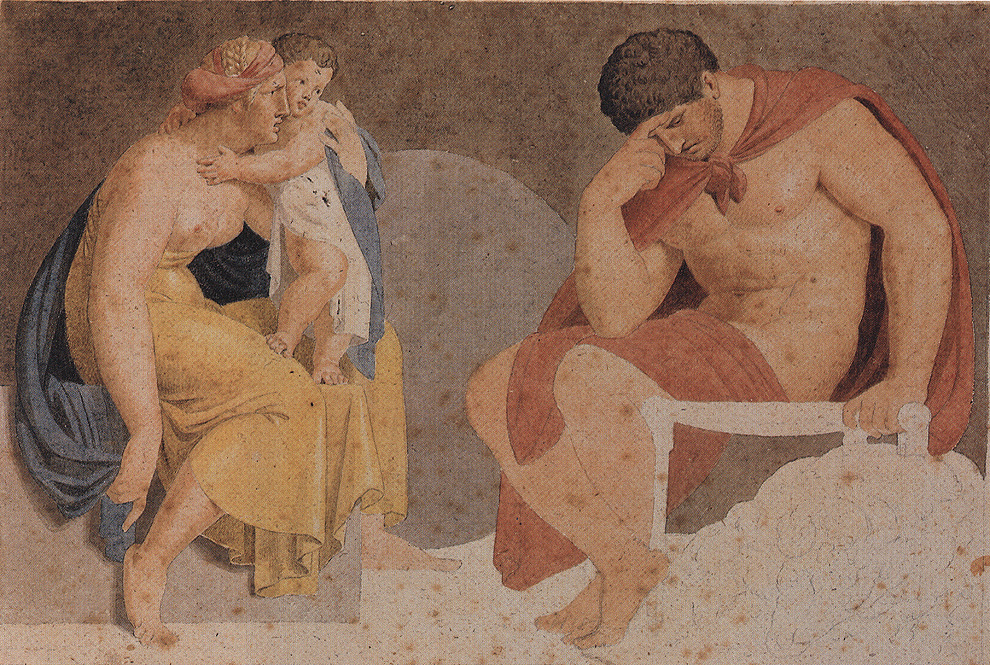
Aquarelle sur graphite de Tecmesse et Eurysacès.

Dans la mythologie grecque, Tecmesse (en grec ancien Τέκμησσα / Tékmêssa) est la fille de Teuthras. Durant la guerre de Troie, elle est enlevée par Ajax, après que celui-ci a tué son père. Elle épouse son ravisseur et lui donne deux fils, Eurysacès et Philéos.

## Sources
- Hérodote, Histoires [détail des éditions] [lire en ligne] (VI, 35).
- Sophocle, Ajax [détail des éditions] [lire en ligne] (v. 331, 341 et suiv.).